# La Cantera, Juchipila
La Cantera är en ort i Mexiko.   Den ligger i kommunen Juchipila och delstaten Zacatecas, i den centrala delen av landet, 500 km nordväst om huvudstaden Mexico City. La Cantera ligger 1 253 meter över havet och antalet invånare är 166.
Terrängen runt La Cantera är varierad. La Cantera ligger nere i en dal. Runt La Cantera är det ganska glesbefolkat, med 28 invånare per kvadratkilometer. Närmaste större samhälle är Juchipila, 2,0 km söder om La Cantera. I omgivningarna runt La Cantera växer huvudsakligen savannskog.